# 1796 год в музыке

## События
- 11 марта — Людвиг ван Бетховен даёт представление в Праге.[1]
- 17 марта — Умирает от неизвестных причин в своём доме в Неаполе 38-летняя Гаэтана Палланта Чимароза, жена Доменико Чимароза, оставив его с двумя детьми.[1]
- 26 марта — В венском дворце князя Йозефа Шварценберга впервые исполняется новая версия оратории Йозефа Гайдна «Семь слов Спасителя на кресте» на слова Фриберта и ван Свитена.[1]
- 18 апреля — В Театре на Джон-стрит в Нью-Йорке прошла премьера оперы Бенджамина Карра[англ.] «Лучники» (другое название — «Горцы Швейцарии») на слова Уильяма Данлапа, которая считается первой американской оперой.[1]
- 25 апреля — В Хофетере (Веймар) впервые исполняется музыка Иоганна Фридриха Рейхардта к пьесе Гёте «Эгмонт».[1]
- 29 апреля — Людвиг ван Бетховен играет для курфюрста Фридриха Августа III в Дрездене (Саксония).[1]
- 29 мая — В Париже впервые исполняется Hymne à la victoire для хора Луиджи Керубини на слова Карбона де Флина[фр.].[1]
- 7 июля — В лондонском Королевском театре состоялась премьера балета Шарля Дидло «Зефир и Флора» (1795).
- 7 августа — В венском Бургтеатре впервые исполняется комедия Антонио Сальери «Мавр», одной из худших опер композитора.[1]
- 9 сентября — В Айзенштадте под названием «Холдейн, король датский» впервые исполняется музыка к пьесе Джона Уильяма Коумедоу «Альфред, король англосаксов, или патриотический король», сочинённая Йозефом Гайдна.[1]
- 11 сентября — В Бергкирхе[нем.] в Айзенштадте впервые исполняется «Месса святого Бернарда Оффидского[нем.]» Иосифа Гайдна, чтобы отпраздновать именины княгини Марии Йозефы Эстерхази.[1]
- 3 октября — В Париже в Театре Фавар состоялась премьера оперы-комик Франсуа-Андре Филидора «Велизарий». Композитор не успел дописать оперу при жизни и её заканчивал ученик Анри Монтан Бертон.[1]
- 30 октября — В венском Кернтнертор-театре впервые исполняется переработанная версия зингшпиля Иоганна Баптиста Шенка «Деревенский цирюльник[нем.]» (первая версия — 1785).[1]
- 8 ноября — Доменико Чимароза получил пост Первого органиста Королевской часовне в Неаполе[англ.]. До этого он в течение одиннадцати лет служил вторым органистом.[1]
- 22 ноября — Через пять дней после восшествия престола император Павел I назначил Дмитрия Бортнянского на должность директора Придворной певческой капеллы.[1]
- 24 ноября — Симон Майр женится на бывшей ученице Анджеле Вентурали, дочери богатого купца, в церкви Сан-Кассиано (Венеция).[1]

## Классическая музыка
- Людвиг ван Бетховен — концертная ария для сопрано и оркестра «Ах, обманщик[англ.]»; соната для фортепиано № 20 соль мажор, op. 49 № 2.
- Йозеф Гайдн — «Месса святого Бернарда Оффидского[нем.]» и «Месса времен войны[нем.]»; концерт для трубы с оркестром; струнный квартет, соч. 76[англ.].
- Муцио Клементи — Концерт для фортепиано до мажор; три сонаты для фортепиано, соч. 35.
- Родольф Крейцер — «42 этюда или каприса для скрипки[фр.]».
- Якуб Ян Рыба[чеш.] — «Чешская рождественская месса[чеш.]».

## Опера
| - Симон Майр — «Лодоиска». - Бенджамин Карр — «Лучники». - Антонио Сальери — «Мавр». - Франсуа-Андре Филидор — «Велизарий». - Иоганн Баптист Шенк — «Деревенский цирюльник». - Николя Далейрак — «Марианна». - Гаспаре Спонтини — «Капризы женщины». - Петер фон Винтер — «Прерванное жертвоприношение». - Николо Антонио Дзингарелли — «Ромео и Джульетта». | - Иоганн Фридрих Рейхардт — «Зачарованный остров». - Гаэтано Маринелли — «Исипила». - Карл Диттерс фон Диттерсдорф - «Уголино» - «Виндзорские насмешницы» - Доменико Чимароза - «Горации и Куриации» - «Мнимый больной» - «Великодушные враги» |

## Родились
- 17 февраля — Джованни Пачини, итальянский композитор (ум. в 1867).
- 14 июня — Матильда д'Ороско, шведская певица, композитор, поэтесса, писательница, актриса и клавесинистка (ум. в 1863).
- 23 июля — Франц Бервальд, шведский композитор (ум. в 1868).
- 28 июля — Игнац Бёзендорфер, австрийский производитель фортепиано, основатель одноимённой фабрики (ум. в 1859).
- 25 августа — Джеймс Лик, американский предприниматель и филантроп, известный в том числе как мастер музыкальных инструментов (ум. в 1876).
- 3 сентября — Генриетта Видерберг, шведская певица-сопрано (ум. в 1872).
- 30 ноября — Карл Лёве, немецкий певец-баритон, дирижёр и композитор (ум. в 1869).
- 9 декабря — Эмилия Цумштег, немецкая пианистка, композитор, хормейстер, музыкальный педагог и писательница, дочь И. Р. Цумштега (ум. в 1857).[1]

## Умерли
- 1 января — Александр Теофил Вандермонд, французский музыкант, математик, химик и экономист, член Парижской академии наук (род. в 1735).
- 16 февраля (или 16 апреля) — Катарина Габриелли, итальянская оперная певица-сопрано, актриса придворного театра в Санкт-Петербурге (род. в 1730).
- 19 марта — Стивен Сторас, английский композитор (род. в 1762).
- 8 июня — Феличе Джардини, итальянский скрипач и композитор (род. в 1716).
- 17 октября — Франц Пауль Риглер[англ.], австрийский пианист-виртуоз и композитор, музыкальный педагог и теоретик (род. в 1747/1748).
- 31 октября — Томас Хаксби[англ.], английский производитель музыкальных инструментов (род. в 1729).
- дата неизвестна
  - Луффман Аттербери[англ.], английский плотник, строитель и музыкант (год рождения не известен).
  - Сэмуэл Грин[англ.], английский органостроитель (род. в 1740).
  - Никола Сабатино[нем.], итальянский композитор неаполитанской школы (род. в 1705).